# Adinandra collettiana
Adinandra collettiana är en tvåhjärtbladig växtart som beskrevs av T. K. Paul. Adinandra collettiana ingår i släktet Adinandra och familjen Pentaphylacaceae. Inga underarter finns listade i Catalogue of Life.